# Ґабріель Бортолето
Ґабріе́ль Бортолето Оліве́йра (порт. Gabriel Bortoleto Oliveira, нар. 14 жовтня 2004 року) — бразильський автогонщик, який зараз виступає Формулі-1 за команду Sauber.
Бортолето, народився і виріс у Сан-Паулу, почав брати участь у змаганнях із картингу у віці семи років, здобувши кілька національних титулів і перейшовши до молодших формул у 2020 році. Будучи протеже дворазового чемпіона світу у Формулі-1 Фернандо Алонсо, Бортолето здобув свій перший титул у Чемпіонаті Формули-3 FIA з командою Trident. Він перейшов до Формули-2 у 2024 році, де після гонки в Монці того року отримав широке визнання за свою перемогу з останнього місця на старті, ставши першим гонщиком, якому вдалося досягти цього у Формулі-2 чи Формулі-1.
У 2023 році Бортолето став членом Програми розвитку пілотів McLaren, а в вересні 2024 року провів свій перший тест Формули-1 за кермом McLaren MCL36 на трасі Ред Булл Ринг. У 2025 році став основним пілотом команди Sauber у Формулі-1.

## Рання кар'єра

### Картинг
Бортолето почав займатися картингом у своїй рідній Бразилії в 2012 році в Campeonato Sulbrasileiro de Kart. Він залишався в картингу до 2019 року, а його найуспішнішим став сезон 2018 року, коли він посів третє місце на чемпіонатах Європи та світу в категорії OKJ, а також став віцечемпіоном у WSK Super Master Series та Трофеї Андреа Марґутті.

### Італійська Формула-4
Бортолето дебютував в автомобільних гонках у 2020 році в італійському чемпіонаті Формули-4, ставши напарником Себастьяна Монтої, Ґабріеле Міні та Діно Бегановича в Prema Powerteam. Він здобув свій перший подіум на трасі Муджелло, де він фінішував другим та третім, а також здобув свою першу перемогу в змаганнях на одномісних автомобілях у четвертому раунді сезону. Він здобув ще два подіуми в Монці та завершив сезон п'ятим у загальному чемпіонаті, випередивши Монтою, але позаду Бегановича та чемпіона Міні. Бортолето також посів четверте місце в турнірній таблиці новачків.

### Європейський чемпіонат Регіональної Формули
У березні 2021 року оголосили, що Бортолето дебютує в Регіональному чемпіонаті Європи Формули з командою FA Racing. Він здобув свої перші очки у першій гонці сезону в Імолі, де фінішував дев'ятим. Бортолето здобув свій перший та єдиний подіум у сезоні в другій гонці на Ред Булл Ринзі, де він фінішував третім у гонці та піднявся до другого місця завдяки штрафу Франко Колапінто. Він завершив сезон на 15-му місці в чемпіонаті, здобувши загалом 44 очки.

## Формула-1
У вересні 2022 року Бортолето оголосив, що приєднався до A14, компанії з менеджменту пілотів, яка належить дворазовому чемпіону Формули-1 Фернандо Алонсо. У жовтні 2023 року Після перемоги у Формулі-3 Бортолето приєднався до Програми підтримки пілотів McLaren. У вересні 2024 року він провів свій перший тест Формули-1 за кермом McLaren MCL36 на трасі Ред Булл Ринг.

### Sauber (2025-)
Приблизно в той час, коли він завершив свій перший тест, головний і технічний директор Sauber Motorsport Маттіа Бінотто відзначив Бортолето як одного з претендентів на місце в Kick Sauber у 2025 році, перед тим, як їх поглине Audi. Триразовий чемпіон світу Формули-1 Макс Ферстаппен і переможець Гран-прі Оскар Піастрі підтримали кандидатуру Бортолето, причому Піастрі поділився своїм досвідом, коли не отримав місце відразу після перемоги в чемпіонаті Формули-2 у 2021 році, і сподівався, що Бортолето не доведеться проходити через подібне. Крім того, голова команди McLaren Андреа Стелла заявив, що він дозволить Бортолето покинути їхню академію і перейти до Sauber, якщо це буде потрібно, похваливши його за досягнення в молодших серіях.
6 листопада 2024 року оголосили, що Бортолето приєднається до Ніко Гюлькенберга в Sauber у сезоні 2025, підписавши багаторічну угоду з командою.

## Результати виступів

### Гоночна кар'єра
| Сезон | Серія                                       | Команда                   | Перегони | Перемоги | Поули | Н/к | Подіуми | Очки  | Місце |
| ----- | ------------------------------------------- | ------------------------- | -------- | -------- | ----- | --- | ------- | ----- | ----- |
| 2020  | Італійська Формула-4                        | Prema Powerteam           | 20       | 1        | 4     | 1   | 5       | 157   | 5     |
| 2021  | Європейський чемпіонат Регіональної Формули | FA Racing by MP           | 20       | 0        | 0     | 0   | 1       | 44    | 15    |
| 2021  | Stock Car Light Brasil                      | KTF Racing                | 4        | 1        | 1     | 0   | 1       | 60    | 13    |
| 2022  | Азійський чемпіонат Регіональної Формули    | 3Y by R-ace GP            | 6        | 1        | 0     | 0   | 1       | 46    | 14    |
| 2022  | Європейський чемпіонат Регіональної Формули | R-ace GP                  | 20       | 2        | 2     | 1   | 5       | 176   | 6     |
| 2022  | Stock Car Brasil                            | KTF Sports                | 1        | 0        | 0     | 0   | 0       | 0     | НКЛ†  |
| 2023  | Чемпіонат Формули-3 FIA                     | Trident                   | 18       | 2        | 1     | 3   | 6       | 164   | 1     |
| 2024  | Чемпіонат Формули-2 FIA                     | Invicta Racing            | 28       | 2        | 2     | 2   | 8       | 214.5 | 1     |
| 2025  | Формула-1                                   | Stake F1 Team Kick Sauber | 12       | 0        | 0     | 0   | 0       | 4*    | 19*   |

† Бортолето брав участь в змаганні за запрошенням, тому йому не нараховувалися очки чемпіонату.

* Сезон триває.

### Формула-1
| Приклад                  | Опис                                                              |
| ------------------------ | ----------------------------------------------------------------- |
| 1                        | Переможець                                                        |
| 2                        | Друге місце                                                       |
| 3                        | Третє місце                                                       |
| 5                        | Фінішував у очковій зоні                                          |
| 12                       | Фінішував поза очковою зоною                                      |
| НКЛ                      | Фінішував, але не класифікований                                  |
| Схід                     | Не фінішував і не класифікований                                  |
| НКВ                      | Не кваліфікований                                                 |
| НПКВ                     | Не передкваліфікований                                            |
| ДСК                      | Дискваліфікований                                                 |
| тест                     | Тестер по п'ятницях                                               |
| НС                       | Брав участь у Гран-прі як бойовий пілот, але не стартував у гонці |
| Т                        | Травмований чи хворий                                             |
| Викл                     | Виключений із протоколу                                           |
| Від                      | Відмова від участі                                                |
| НТР                      | Не брав участі в тренуваннях                                      |
| НПР                      | Не прибув на Гран-прі                                             |
| С                        | Гонка скасована                                                   |
|                          | Не брав участі                                                    |
| Жирний шрифт             | Поул-позиція                                                      |
| Курсив                   | Найшвидше коло                                                    |
| Числоу верхньому індексі | Позиція в спринті, що передбачає нарахування очок                 |

| Рік      | Команда                   | Шасі            | Двигун                  | 1        | 2      | 3      | 4      | 5      | 6        | 7      | 8      | 9      | 10     | 11    | 12       | 13  | 14  | 15  | 16  | 17  | 18  | 19  | 20  | 21  | 22  | 23  | 24  | Місце | Очки |
| -------- | ------------------------- | --------------- | ----------------------- | -------- | ------ | ------ | ------ | ------ | -------- | ------ | ------ | ------ | ------ | ----- | -------- | --- | --- | --- | --- | --- | --- | --- | --- | --- | --- | --- | --- | ----- | ---- |
| 2025     | Stake F1 Team Kick Sauber | Kick Sauber C45 | Ferrari 066/15 1.6 V6 t | АВС Схід | КИТ 17 | ЯПО 19 | БАХ 18 | САУ 18 | МАЯ Схід | ЕМІ 18 | МОН 14 | ІСП 12 | КАН 14 | АВТ 8 | ВЕЛ Схід | БЕЛ | УГО | НІД | ІТА | АЗЕ | СІН | США | МЕХ | САП | ЛВГ | КАТ | АБУ | 19*   | 4*   |
| Джерело: |                           |                 |                         |          |        |        |        |        |          |        |        |        |        |       |          |     |     |     |     |     |     |     |     |     |     |     |     |       |      |

Примітки
- * Сезон триває.